# Grey Gardens (film 1975)
Grey Gardens è un documentario di Albert e David Maysles sulle vite di Edith Ewing Bouvier Beale e Edith Bouvier Beale, rispettivamente zia e cugina di Jacqueline Kennedy Onassis, da sofisticate signore dell'alta società a recluse nella magione fatiscente di Grey Gardens. Il documentario descrive il rapporto di amore e odio che unisce madre e figlia, tra recriminazioni e affetto.

## Altri adattamenti
- Nel 2006 ha debuttato Off Broadway un musical tratto dal documentario, con musiche di Scott Frankel, versi di Michael Korie e libretto del drammaturgo Premio Pulitzer Doug Wright. Christine Ebersole interpretava sia Little Edie che Big Edie da giovane; Mary Louise Wilson interpretava Big Edie da vecchia. Entrambe sono state premiate con il Tony Award nel 2007.
- Nel 2009 Michael Sucsy ha diretto il film per TV Grey Gardens - Dive per sempre, con Drew Barrymore nel ruolo di Little Edie e Jessica Lange in quello di Big Edie.